# Santuario di Nostra Signora di Montenero
Il santuario di Nostra Signora di Montenero è un luogo di culto cattolico situato nell'omonima località nel comune di Riomaggiore, in provincia della Spezia.
Il santuario è raggiungibile solo a piedi percorrendo una mulattiera dalla strada provinciale 370 e sorge all'altitudine di  340 metri sul livello del mare.
Il santuario fa parte, insieme al santuario di Nostra Signora della Salute a Volastra, ai santuari di Nostra Signora delle Grazie e di Nostra Signora di Reggio a Vernazza e al santuario di Nostra Signora di Soviore a Monterosso al Mare, al percorso dei "santuari delle Cinque Terre".

## Storia e descrizione

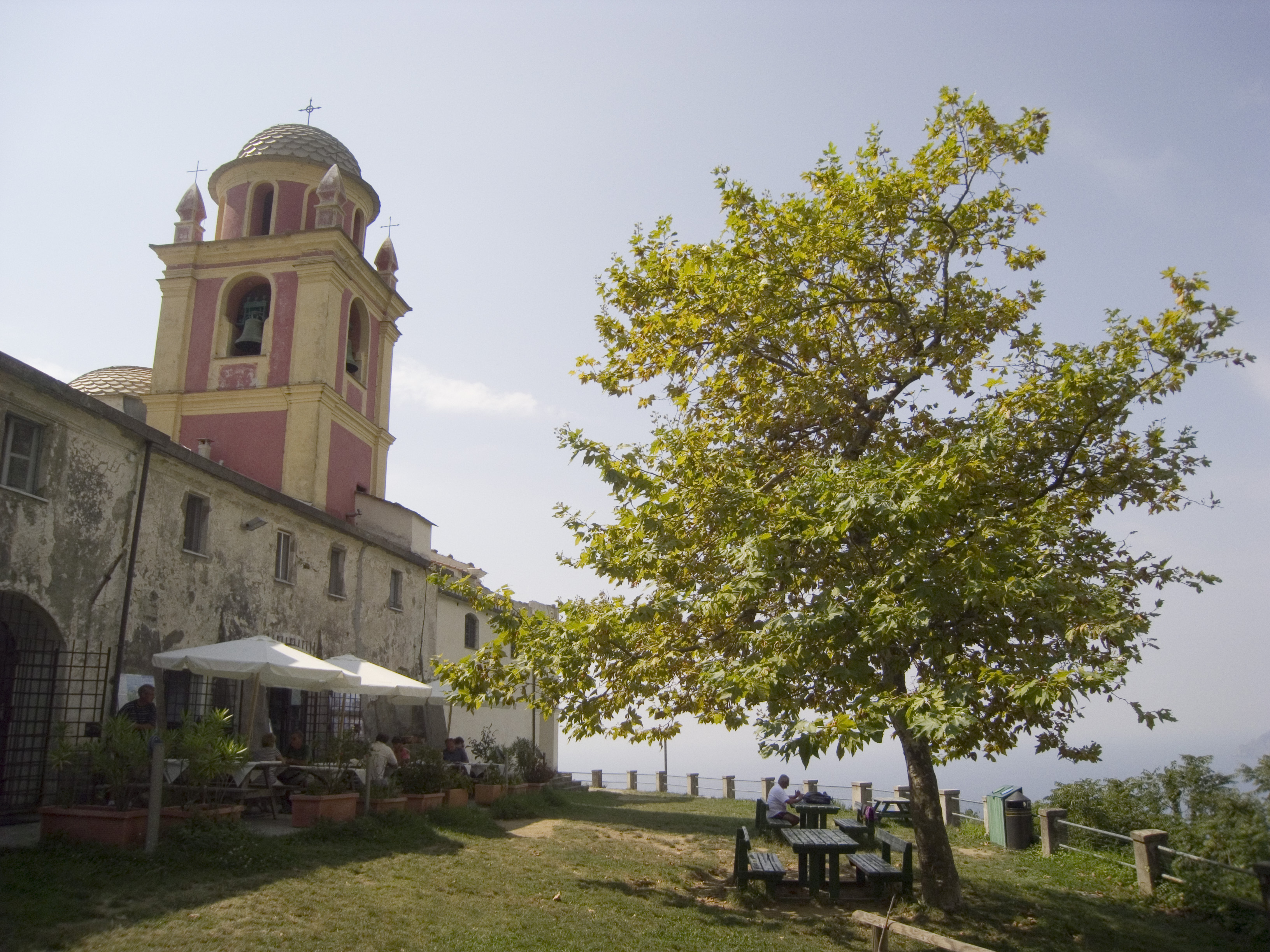
Particolare del campanile e dello spiazzo a lato del santuario

Anche se le prime notizie scritte risalgono a documenti del 1335, fonti popolari attestano la presenza di un primitivo luogo di culto già dall'VIII secolo, edificato dagli abitanti di Riomaggiore dopo una visione mariana nel 790 alla giovane Maria del Paladino.
Il sito, soprattutto nel 1740 e ancora nel 1847, subì profonde ristrutturazioni ed ampliamenti che ne modificarono la struttura originale; attualmente si presenta con una divisione a tre navate.
La prima icona venerata nel santuario era, secondo la tradizione, di origine bizantina (Madonna di San Luca). Per proteggerla dalla devastazione dei Longobardi fu sotterrata in un luogo segreto e ritrovata solo in seguito.
L'icona però andò perduta nel corso del XV secolo e fu sostituita con un'immagine raffigurante l'assunzione di Maria con gli apostoli; il quadretto, restaurato nel 1947, viene portato in processione il lunedì di Pentecoste.
L'affresco all'interno del santuario è databile al XVIII secolo ed è opera del pittore Battaglia di Castelnuovo Magra.
L'organo, del 1899, è della pistoiese ditta Agati-Tronci.